# Сачков, Владимир Владимирович
Влади́мир Влади́мирович Сачко́в (12 (25) января 1913, город Москва — 17 декабря 1994, город Москва) — советский конструктор электрооборудования ракетной техники, Герой Социалистического Труда (1963).

## Биография
Родился 12 (25) января 1913 года в Москве. В 1933 году окончил Московский техникум точной индустрии. В 1932—1933 годах одновременно с учёбой работал конструктором в ОКБ Управления военных изобретений Красной Армии.
В 1933—1940 — конструктор ОКБ авиазавода № 1 (город Москва). Участвовал в проектировании и разработке оборудования для истребителей И-15, И-16 и И-153, разведчиков Р-5 и Р-Z, других самолётов. В 1940—1953 — конструктор, инженер-конструктор, заместитель начальника и начальник сектора оборудования, начальник бригады ОКБ авиазавода № 51 (город Москва, в 1941—1943 — город Новосибирск). Участвовал в проектировании и разработке оборудования для опытных истребителей конструкции Н. Н. Поликарпова, а также для беспилотных самолётов-снарядов конструкции В. Н. Челомея.
В 1953—1958 — начальник бригады ОКБ А. И. Микояна. Руководил разработкой электрооборудования истребителей МиГ-17, МиГ-19, МиГ-21 и их модификаций. В 1956 году окончил Московский авиационный институт.
В июле 1958 — июле 1977 — заместитель главного конструктора ОКБ-52 (с января 1967 — ЦКБ машиностроения), в июле 1977 — декабре 1979 — заместитель генерального конструктора ЦКБ машиностроения, а в декабре 1979 — январе 1986 вновь заместитель главного конструктора ЦКБ машиностроения (с января 1984 — НПО машиностроения). Создал и долгое время руководил приборным комплексом, позволяющим проводить разработку, комплексный анализ и испытания оборудования ракетно-космических систем. Под его руководством было создано более 4.000 приборов, систем управления и программных механизмов, более 60 типов механизированных антенн, которые применялись на крылатых ракетах для подводных лодок, межконтинентальных баллистических ракетах и ракетах-носителях, искусственных спутниках «Протон-1, −2, −3, −4» и орбитальных станциях «Салют-2, -3, -5».
В 1987—1989 — ведущий конструктор ЦНИИ «Комета». Участвовал в разработке различных космических информационно-управляющих систем и комплексов специального назначения.
Жил в Москве. Умер 17 декабря 1994 года. Похоронен на Донском кладбище в Москве.

## Награды
- Герой Социалистического Труда — Указом Президиума Верховного Совета СССР (с грифом «не подлежит опубликованию») от 28 апреля 1963 года «за большие заслуги в деле создания и производства новых типов ракетного вооружения, а также атомных подводных лодок и надводных кораблей, оснащенных этим оружием, и перевооружения кораблей Военно-Морского Флота» с вручением ордена Ленина и золотой медали Серп и Молот[1][2]
- орден Ленина (28.04.1963)
- орден Октябрьской Революции (15.09.1976)
- орден Трудового Красного Знамени
- орден «Знак Почёта»
- медали